# آیین سیک در کانادا
آیین سیک با حدود ۸۰۰٬۰۰۰ پیرو یا ۲٫۱ درصد از جمعیت کانادا در سال ۲۰۲۱، چهارمین گروه مذهبی بزرگ در این کشور است. بزرگ‌ترین جمعیت سیک در کانادا در استان انتاریو می‌باشد و در رده بعدی استان‌های بریتیش کلمبیا و آلبرتا قرار دارند. با توجه به سرشماری سال ۲۰۲۱، بیش از نیمی از سیک‌های کانادا در چهار شهر: برمپتون (۱۶۳٬۲۶۰)، سوری (۱۵۴٬۴۱۵)، کلگری (۴۹٬۴۶۵)، و ادمونتون (۴۱٬۳۸۵) قرار دارند.
کانادا دارای بیشترین سهم ملی سیک‌ها در جهان است (۲٫۱ درصد) و همچنین بعد از هند، دارای دومین جمعیت سیک در جهان است. استان بریتیش کلمبیا سومین سهم بزرگ جمعیت سیک‌ها (۵٫۹ درصد) را در میان تمام تقسیمات کشوری در جهان دارد و از این لحاظ بعد از ایالت پنجاب و چندیگر در هند قرار گرفته است.

## تاریخچه
سابقه
در سال ۱۸۰۹، چارلز متکالف به عنوان نماینده کمپانی هند شرقی بریتانیا، یک عهدنامه با مهاراجه رانجیت سینگ از امپراتوری سیک به امضاء رساند که منجر به تأمین امنیت ایالت‌های سیس-سوتلج (cis-Sutlej) گردید. متکالف با بانویی سیک از دیوان لاهور رابطه برقرار کرد و در پی آن صاحب سه پسر شد. متکالف بعد به کانادا نقل مکان کرد و از سال ۱۸۴۳ تا ۱۸۴۵ به عنوان استاندار استان کانادا و معاون فرماندار غرب کانادا و شرق کانادا خدمت کرد. در سال ۱۸۶۷، در نامه‌ای که توسط جان ای. مک‌دونالد دربارهٔ موضوع جنگ احتمالی آینده بین انگلستان و ایالات متحده نوشته شده بود، او اظهار داشته بود «روزی جنگ بین انگلستان و ایالات متحده پیش خواهد آمد و هند می‌تواند با گسیل ارتشی از سیک، خدمت صادقانه‌ای برای ما انجام دهد… از اقیانوس آرام تا سانفرانسیسکو و آن شهر زیبا و جاویدان به همراه اطراف کالیفرنیا - در نقش امنیت مونترال و کانادا، حمایت نماید.»
کمپانی هند شرقی بریتانیا بعد از دومین جنگ آنگلو - سیک در سال ۱۸۴۹، بیشتر ناحیه پنجاب را ضمیمه کرد، قلمرو و ساکنان آن را در امپراتوری استعماری ادغام کرد. بلافاصله بعد از آن، سیک‌ها به خدمت نیروی نظامی بریتانیا درآمدند، وفق اینکه سیک‌ها به خاطر وفاداری به اهداف بریتانیا طی شورش‌های ۱۸۵۷ در هند با درجه‌های نظامی پاداش دریافت کردند.
مهاجرت اولیه
نخستین شخص از تبار سیک در کانادا، شاهزاده ویکتور دولیپ سینگ پسر مهاراجه دولیپ سینگ بود. ویکتور دولیپ سینگ در سال ۱۸۸۸ تحت عنوان دستیار مخصوص افتخاری ژنرال سِر جان راس به هلیفکس روانه شده بود. ویکتور دولیپ سینگ در ماه فوریه ۱۸۹۰ به انگلستان بازگشت.

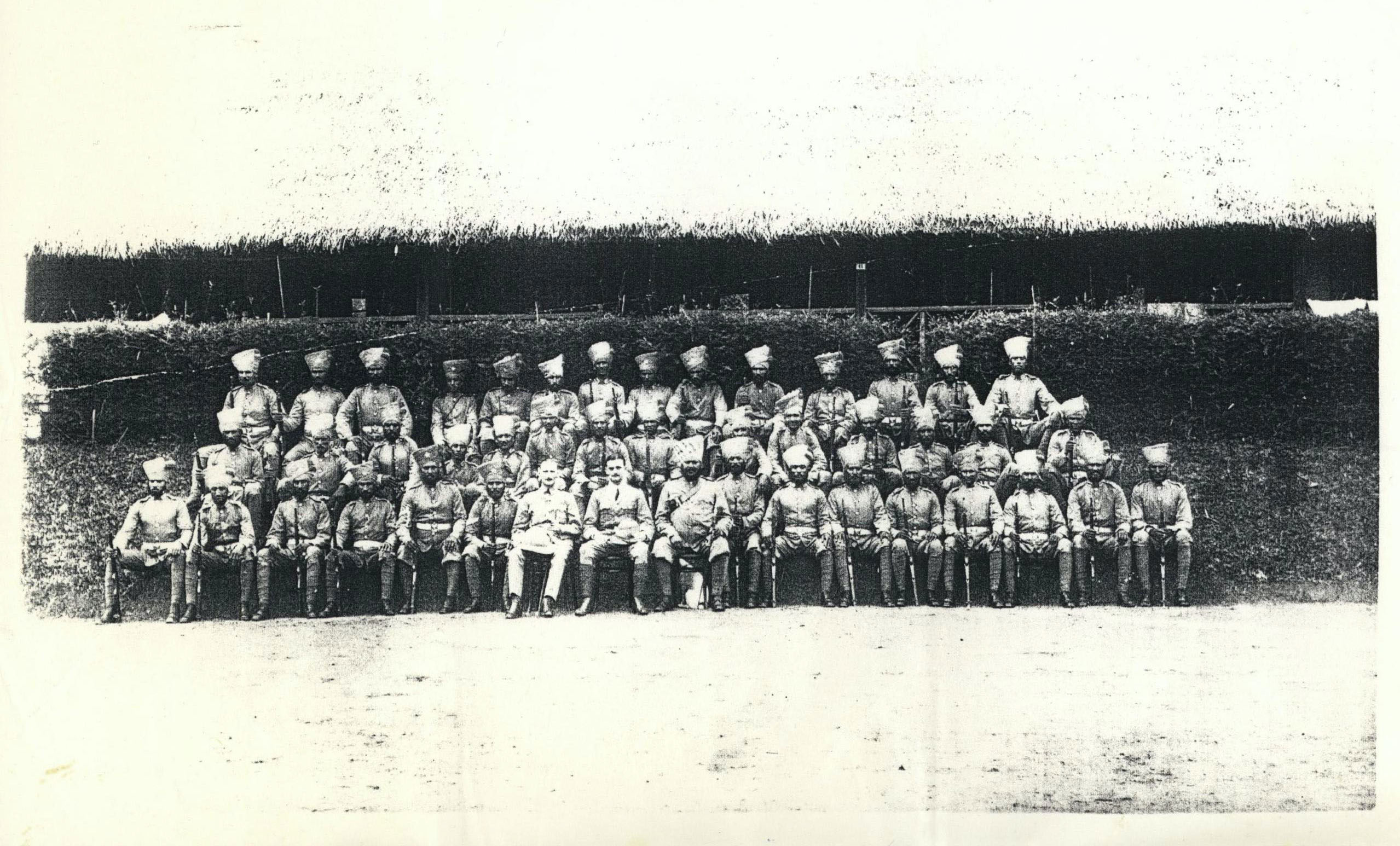
عکس دسته‌جمعی هنگ سیک‌ها در استان بریتیش کلمبیا، کانادا بعد از برگزاری جشن الماس ملکه ویکتوریا در سال ۱۸۹۷.

یک برهه قابل توجه در تاریخچه اولیه سیک‌ها در کانادا در سال ۱۹۰۲ بود که کوچ‌کنندگان برای اولین بار به گولدن، بریتیش کلمبیا وارد شدند تا در شرکت چوب‌بری کلمبیا ریور کار کنند. این امر موضوعی بود که در بین بیشتر کوچ‌کنندگان اولیه سیک پنجابی برای یافتن کار در بخش‌های کشاورزی و جنگلداری در استان بریتیش کلمبیا وجود داشت. سیک‌های پنجابی تقریباً بلافاصله بعد از ورود به کانادا در بین کارگران کارخانه چوب‌بری استان بریتیش کلمبیا به یک گروه قومی برجسته تبدیل شدند. سیک‌ها در بخش ریل‌گذاری راه‌آهن کانادا پاسیفیک، کارخانه‌های چوب و معادن به کار گمارده شدند. هر چند آنها نسبت به کارگران سفیدپوست دستمزد کمتری دریافت می‌کردند ولی به قدر کافی پول به دست آوردند تا بخشی از آن را به هند ارسال کرده تا امکان مهاجرت بستگان خود به کانادا را فراهم کنند. از سال ۱۹۰۴ تا دهه ۱۹۴۰، ۹۵ درصد از مجموع مهاجران جنوب آسیا به کانادا را، سیک‌های پنجاب تشکیل دادند. در آن دوران، تمرکز دولت کانادا بر محدود سازی مهاجرت چینی‌ها و ژاپنی‌ها استوار بود، بنابراین مهاجران اولیه سیک در آن سال‌ها تا حدودی مورد توجه واقع نشدند. هر چند این اوضاع زیاد به طول نینجامید و در سال ۱۹۰۶، بعد از اینکه ۷۰۰ مهاجر از جنوب آسیا به کانادا رسیدند محروم سازی آنها از این امتیاز شروع گردید.
| سال       | تعداد مهاجران |
| --------- | ------------- |
| ۱۹۰۴–۱۹۰۵ | ۴۵            |
| ۱۹۰۵–۱۹۰۶ | ۳۸۷           |
| ۱۹۰۶–۱۹۰۷ | ۲۱۲۴          |
| ۱۹۰۷–۱۹۰۸ | ۲۶۲۳          |
| مجموع     | ۵۱۷۹          |

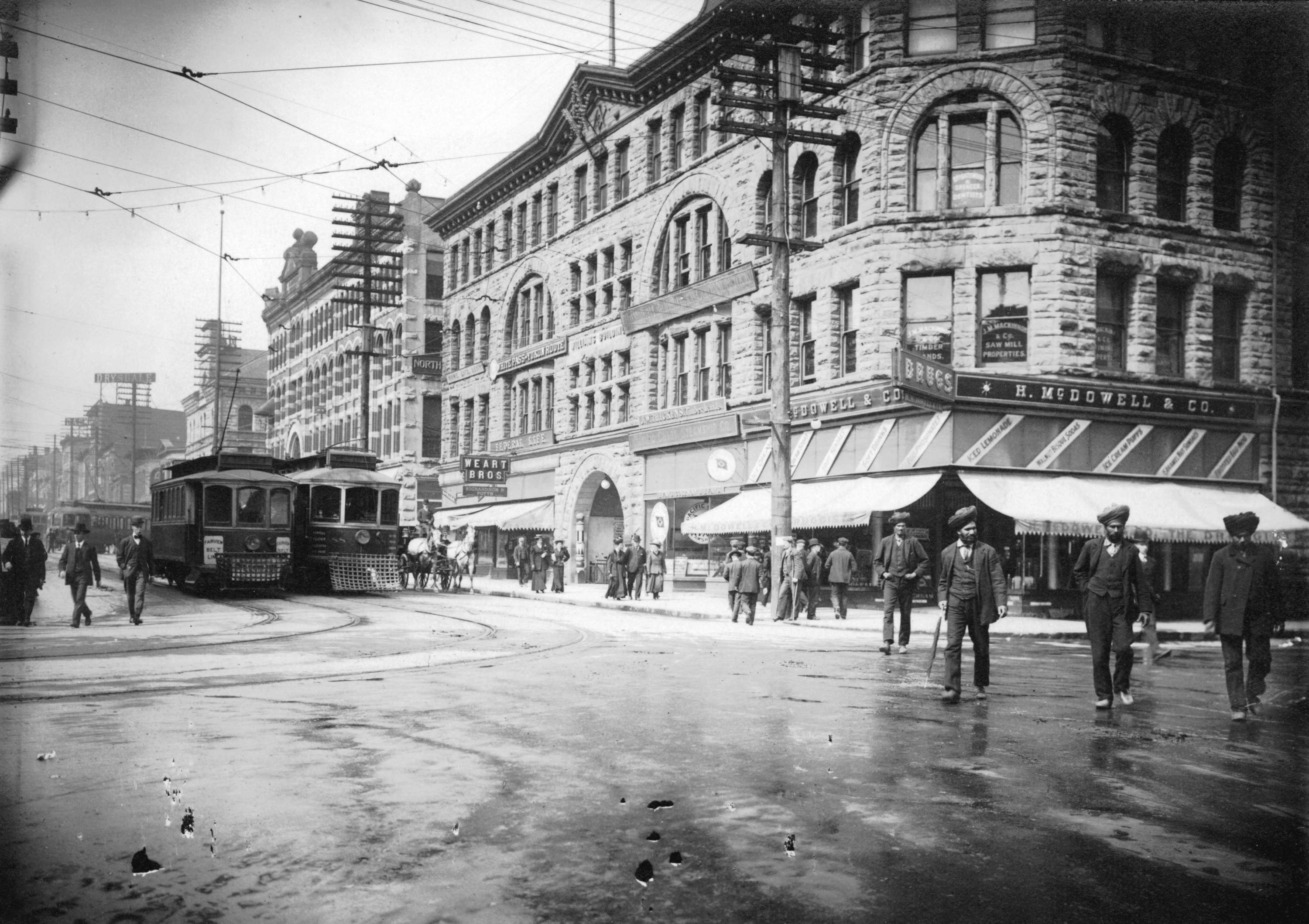
سیک‌ها در ونکوور، سال ۱۹۰۸

مهاجران اولیه در گولدن، در سال ۱۹۰۵ اولین گردواره (نیایشگاه سیک‌ها) را در کانادا و آمریکای شمالی ساختند که بعد در سال ۱۹۲۶ بر اثر آتش‌سوزی نابود شد. در سال ۱۹۰۸، دومین گردواره در کانادا در محله کیتسیلانو با هدف خدمت‌رسانی به‌شمار رو به افزایش مهاجران سیک‌های پنجابی، که در آن دوره در کارخانه چوب‌بری واقع در امتداد نهر فالس کریک کار می‌کردند، ساخته شد. ساختار اصلی نیایشگاه سیک‌ها در ونکوور تحت تأثیر زیاد از معماری نیایشگاه سرور خالصا دیوان در هنگ کنگ بوده است که یک نقطه پایانی مشترک برای سیک‌ها در زمان سفر به کانادا بود. بعدها این نیایشگاه تعطیل شد و در سال ۱۹۷۰ تخریب گشت، وفق اینکه افرادی که در نیایشگاه حضور می‌یافتند به نیایشگاه جدیدتری که در راس استریت (Ross Street) در جنوب ونکوور ساخته شده بود، نقل مکان کردند.
در نتیجه، امروزه قدیمی‌ترین گردواره موجود در کانادا نیایشگاه گور سیک است که در شهر ابوتسفورد، استان بریتیش کلمبیا واقع شده است. این عبادتگاه که در سال ۱۹۱۱ ساخته شد در سال ۲۰۰۲ به عنوان یک سایت تاریخی ملی کانادا برگزیده شد و از لحاظ قدمت سومین گردواره در کانادا است. چهارمین گردواره ساخته شده در سال ۱۹۱۲ در شهر ویکتوریا، استان بریتیش کلمبیا در خیابان توپاز (Topaz) دایر گردید، در حالی که پنجمین گردواره در سال ۱۹۱۳ در کوچگاه فریزر میلز (شهر کوکیتلام) ساخته شد، به دنبال آن در سال ۱۹۱۹ ششمین گردواره در کوچگاه کوئینزبورو (Queensborough) (نیو وست مینستر) ساخته شد و در همان سال هفتمین آن در کوچگاه پالدی (جزیره ونکوور) ایجاد شد.

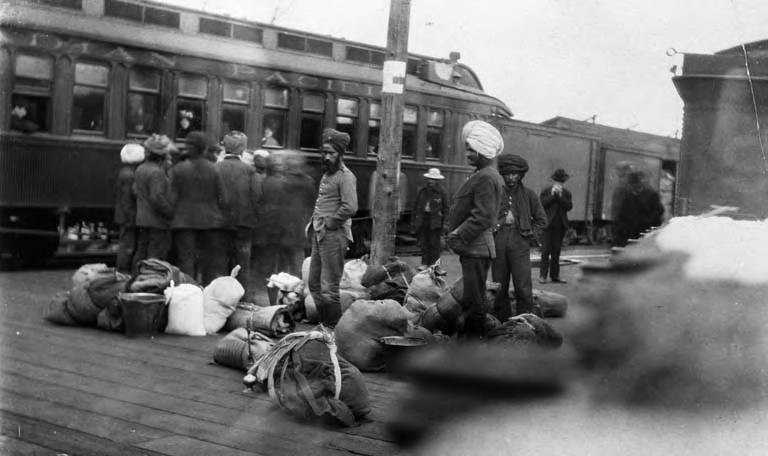
سیک‌ها در ونکوور، حدود سال‌های ۱۹۰۵ تا ۱۹۱۴

مهاجران اولیه سیک در سال ۱۹۰۵ در ناحیه ابوتسفورد ساکن شده بودند و در ابتدا در مزارع و صنعت چوب کار می‌کردند. اگرچه بیشتر مهاجران جنوب آسیا در آن دوره از سیک‌ها بودند ولی به علت فقدان آگاهی جامعه محلی از ادیان شرقی باعث شد تا آنها سیک‌ها را هندو بپندارند. حدود ۹۰ درصد سیک‌ها در استان بریتیش کلمبیا زندگی می‌کردند. در حالی که سیاستمداران، مبلغان مذهبی، اتحادیه‌ها و مطبوعات مخالف نیروی کار آسیایی بودند، کارخانه‌داران بریتیش کلمبیا با کمبود نیروی کار مواجه بودند و بنابراین سیک‌ها توانستند در آغاز قرن بیستم در بریتیش کلمبیا برای خود جای پایی باز کنند.

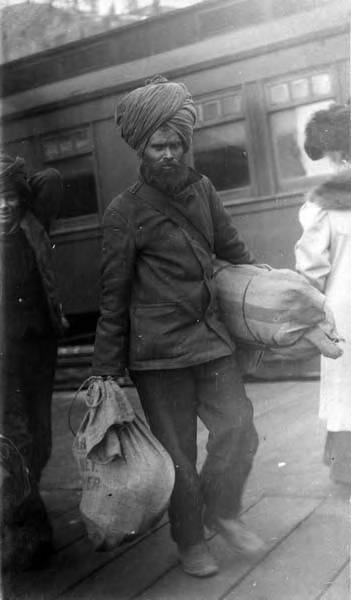
یک مرد سیک روی سکوی راه‌آهن، بریتیش کلمبیا، حدود سال‌های ۱۹۰۵ تا ۱۹۱۴

در سال ۱۹۰۷، سالی که بوکام سینگ (Buckam Singh) در سن چهارده سالگی از پنجاب وارد بریتیش کلمبیا شد، شورش ضد نژادی در ونکوور آغاز شد که بین سفیدپوست‌ها و آسیایی‌ها (چینی‌ها و ژاپنی‌ها) بود. در ابتدا پنجابی‌ها هم مورد هدف قرار گرفتند ولی به خاطر اینکه بیشتر پنجابی‌ها از سربازان سابق هنگ سیک و هنگ‌های پنجاب بودند «با واکنش اوباش‌های سفیدپوست را از خود دور کردند»، به خاطر اینکه بسیاری از آنها حتی بعد از بازنشستگی و مهاجرت به کانادا دست کم خنجر و شمشیر که اغلب شمشیرهای مذهبی تشریفاتی بود که در طی جنگ به عنوان سلاح کمری نگه می‌داشتند را به عنوان لوازم خانگی خود حفظ کرده بودند و برخی از آنها حتی تفنگ فیتله‌ای و سرنیزه هم نگه داشته بودند.
در سال ۱۹۰۷، بیشتر سیک‌ها در کانادا از کهنه سربازان ارتش بریتانیا و خانواده آنها بودند. این پنجابی‌ها، در مستعمرات بریتانیا در آسیا و آفریقا خود را به عنوان سربازانی وفادار ثابت کرده بودند. با این وجود، دولت کانادا مانع استفاده از روش‌های غیرمجاز هراس افکنی برای نظارت بر مهاجران و ممانعت سیک‌ها در پیدا کردن شغل نشد و این امر به زودی منجر به توقف کامل مهاجرت هندی‌ها به کانادا گردید. سِر ویلفرید لوریه، نخست‌وزیر آن زمان کانادا ادعا کرد که هندی‌ها مناسب زندگی در اقلیم کانادا نیستند. با این وجود طی یک نامه ارسالی به نائب‌السلطنه هند، چهارمین ارل مینتو (Earl of Minto)، سِر ویلفرید نظر متفاوتی بیان کرد و اظهار کرد که چینی‌ها کمترین سازگاری را با سبک و روش کانادا داشتند، در صورتی که سیک‌ها بیشترین وفق‌پذیری را داشته‌اند که او به اشتباه از آنها به هندو یاد کرده است. با این وجود در سال ۱۹۰۷، ۱۷۰۲ سیک به کالیفرنیا رفتند. در همان سال، انجمن دیوان خالصا در ونکوور همراه با شعبه‌هایی در ابوتسفورد، نیو وست مینستر، فریزر میلز، دانکن کومبس و اوشن فالز راه‌اندازی شد.
در ماه مارس ۱۹۰۷، قوانین استانی در بریتیش کلمبیا برای ممنوعیت سیک‌ها از حق رای اجرایی شد. یک ماه بعد در ماه آوریل، به خاطر اصلاحیه قانون شهرداری تعاونی‌محور (Municipality Incorporation)، سیک‌ها از حق رای در انتخابات شهرداری ونکوور محروم شدند. در نتیجه، سیک‌ها عملاً از امکان رای دادن در انتخابات فدرال کنار گذاشته شدند. این محرومیت حق رای سیک‌ها تا چهل سال تداوم خواهد داشت.

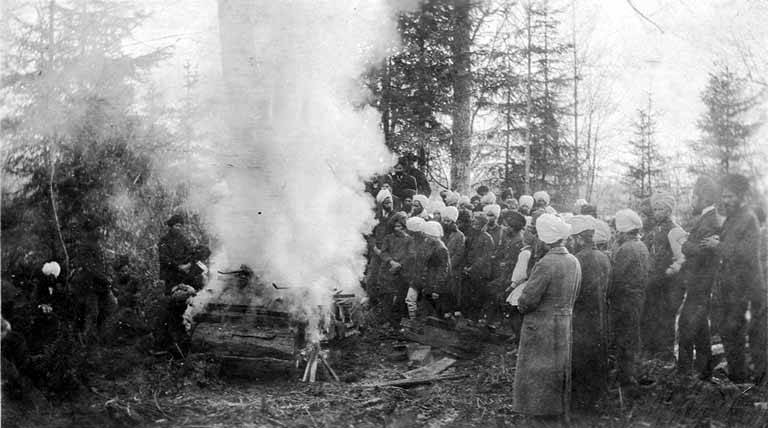
حضور سیک‌ها در مراسم دفن جنازه در بیرون از ونکوور، حدود سال ۱۹۱۴

در سال ۱۹۰۸، دولت کانادا از هندی‌ها خواست که داوطلبانه این کشور را ترک کنند و در هندوراس بریتانیا (کشور بلیز کنونی) ساکن شوند، عنوان شده بود که اقلیم «مکزیکی» برای هندی‌ها مناسب‌تر است. یک سیک به نمایندگی از آنها به آنجا رفت که اکنون بلیز نامیده می‌شود و مدتی در آنجا ماند و سپس برگشت. بعد از بازگشت، او نه تنها به سیک‌ها بلکه به تمام گروه‌های مذهبی هندی توصیه کرد که این پیشنهاد را نپذیرند و معتقد بود که شرایط در آمریکای لاتین مناسب پنجابی‌ها نیست، هر چند ممکن است آنجا برای افراد متعلق به ناحیه جنوب هند، مناسب‌تر باشد. در سال ۱۹۰۸، ۱۷۱۰ نفر از سیک‌ها از بریتیش کلمبیا به کالیفرنیا رفتند. طرح اولیه آنها برای ساخت معبد در سال ۱۹۰۸ انجام گرفت. بعد از تهیه ملک مورد نیاز، مهاجران الوار را از کارخانه چوب‌بری محلی تا بالای تپه حمل کردند تا گردواره را بسازند.

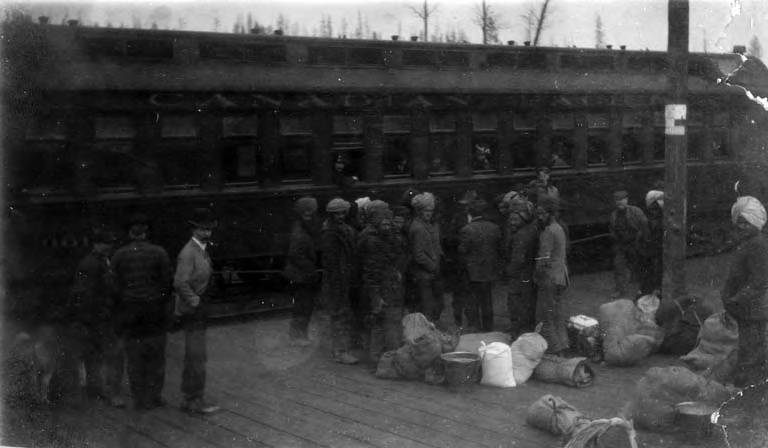
سیک‌ها روی سکوی راه‌آهن، بریتیش کلمبیا، حدود ۱۹۰۵ تا ۱۹۱۴

ویلیام لیون مکنزی کینگ (هنوز به مقام نخست‌وزیری انتخاب نشده بود) به لندن و کلکته رفت تا نقطه نظرات کانادا در قبال مهاجرت هندی‌ها را با مقامات در میان بگذارد. در نتیجه دولت هند امکانات تبلیغاتی و اعلام فرصت مناسب دستیابی به شغل در آمریکای شمالی را متوقف کرد. دولت کانادا دو قانون را تصویب کرد، یکی از آنها الزام هر مهاجر به داشتن ۲۰۰ دلار بود که نسبت به مبلغ ۲۰ دلار قبلی، افزایش بسیار زیادی داشت. این قوانین به‌طور ویژه متوجه پنجابی‌ها بود و بر روی جمعیت آنها تأثیر گذاشت، جمعیت مهاجران پنجابی که در سال ۱۹۱۱ از ۵٬۰۰۰ نفر فراتر رفته بود به کمی بیش از ۲٬۵۰۰ نفر کاهش یافت.

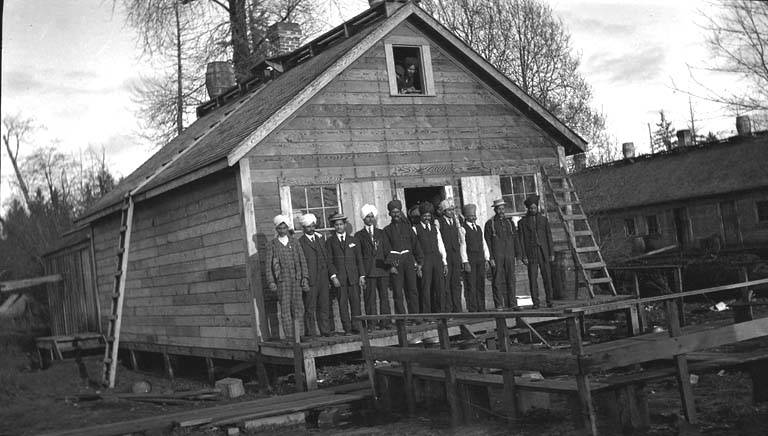
سیک‌ها در کمپ چوب‌بری در بریتیش کلمبیا، حدود ۱۹۱۴

قانون مهاجرت، ۱۹۱۰ هنگامی تحت بررسی قرار گرفت که گروهی از ۳۹ نفر هندی که بیشتر آنها سیک بودند با کشتی ژاپنی کوماگاتا مارو به سواحل کانادا رسیدند و در برابر دستور اخراج اداره مهاجرت، موفق به دریافت حکم قرار احضار زندانی (habeas corpus) شدند. دولت کانادا سپس قانونی را تصویب کرد که در نظر داشت تا حضور کارگران و پیشه‌وران ماهر و غیرماهر را با ممانعت از پهلوگیری کشتی آنها در هر اسکله‌ای در بریتیش کلمبیا، از کانادا دور نگه دارد. به خاطر مشکل‌تر شدن مهاجرت به کانادا، بسیاری از هندی‌ها که بیشتر آنها سیک بودند به سمت جنوب، به ایالات متحده آمریکا سفر کردند.
گردواره گور سیک در روز ۲۶ فوریه ۱۹۱۱ افتتاح شد و از سراسر بریتیش کلمبیا، افرادی از سیک و غیرسیک در این مراسم حضور یافتند، یک روزنامه محلی در ارتباط با آن گزارشی چاپ کرد. این نیایشگاه، بعد از گردواره‌های گولدن (۱۹۰۵) و کیتسیلانو (۱۹۰۸)، سومین گردواره نه تنها در منطقه آمریکای شمالی بلکه در تمام دنیا، بیرون از منطقه جنوب آسیا بود و به عنوان قدیمی‌ترین گردواره موجود در دوران معاصر در کانادا، از آن زمان به یک نماد و نشانه تاریخی ملی تبدیل شده است، تنها گردواره‌ای است که دارای این چنین جایگاه و وضعیتی در خارج از هند است. انجمن دیوان خالصا متعاقباً گردواره‌هایی در ونکوور و ویکتوریا ایجاد کرد. در سال ۱۹۱۶، اولین و تنها کوچگاه سیک به نام پالدی در بریتیش کلمبیا به عنوان یک شهر کارخانه (mill town) تأسیس شد.
هر چند اهداف انجمن دیوان خالصا در موارد مذهبی، آموزشی و انسان‌دوستانه بود، مشکلات مرتبط با مهاجرت و نژادپرستی در فعالیت‌های قانونی آن پدیدار شد. در کنار دیوان سیک، سازمان‌های دیگری برای بی‌اثر کردن سیاست‌های مقامات مهاجرت ایجاد شد.
جنگ جهانی اول
دست‌کم ده سرباز سیک شناخته شده‌اند که طی جنگ جهانی اول، با عضویت در ارتش کانادا در جنگ شرکت کردند. اسامی این افراد به قرار ذیل است.
- جان بابو[۴۸][۴۹]
- سونتا گوگِرسینگ[۴۸][۵۰]
- بوکام سینگ[۴۸][۴۷]
- هاری سینگ[۴۸][۵۱]
- هارنوم سینگ[۴۸][۵۲]
- جان سینگ[۴۸][۵۳]
- لاشمان سینگ[۴۸][۵۴]
- رام سینگ[۴۸][۵۵]
- سوا سینگ[۴۸][۵۶]
- واریام سینگ[۴۸][۵۷]

دوران جدید

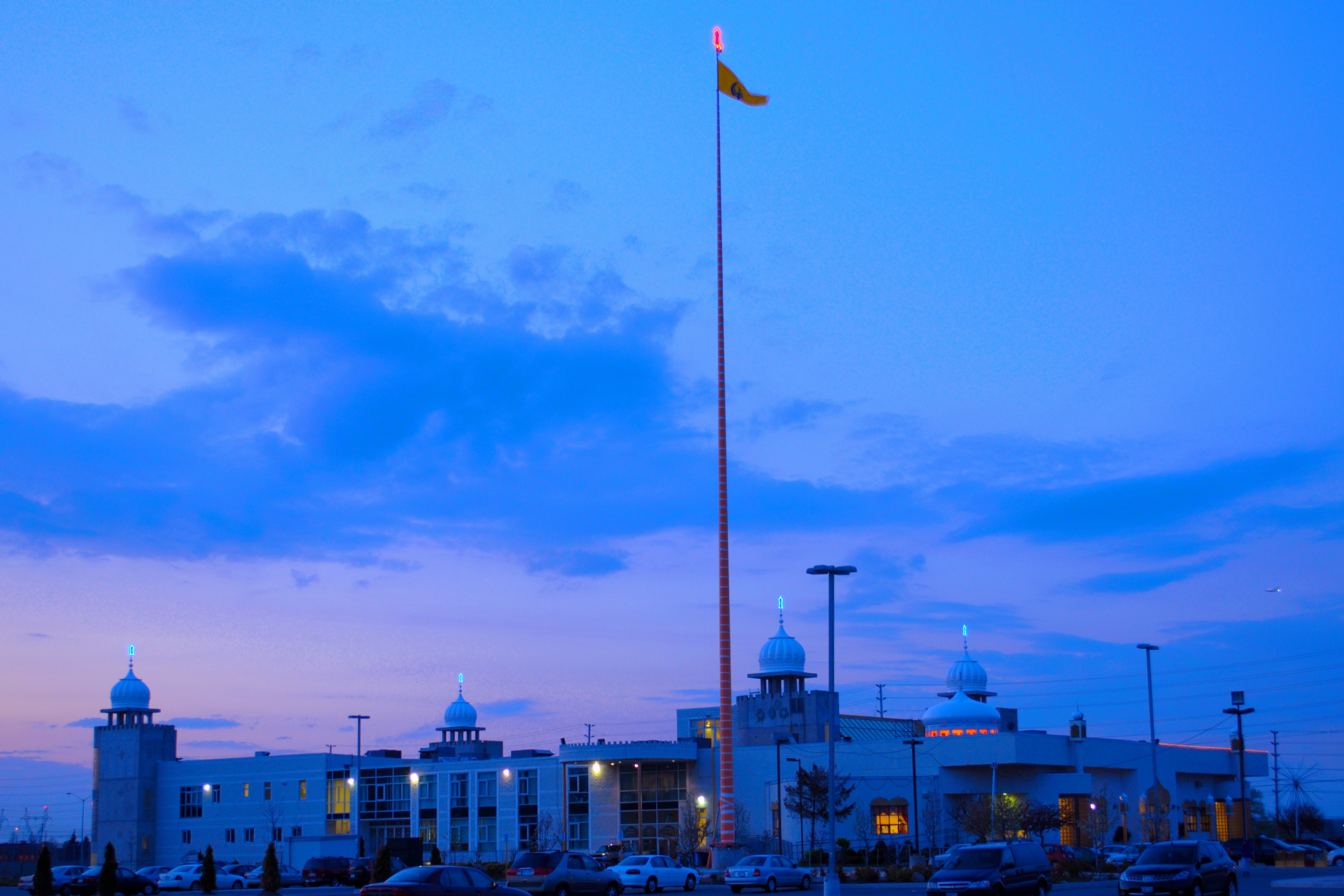
گردواره خالصا دربار، اونتاریو

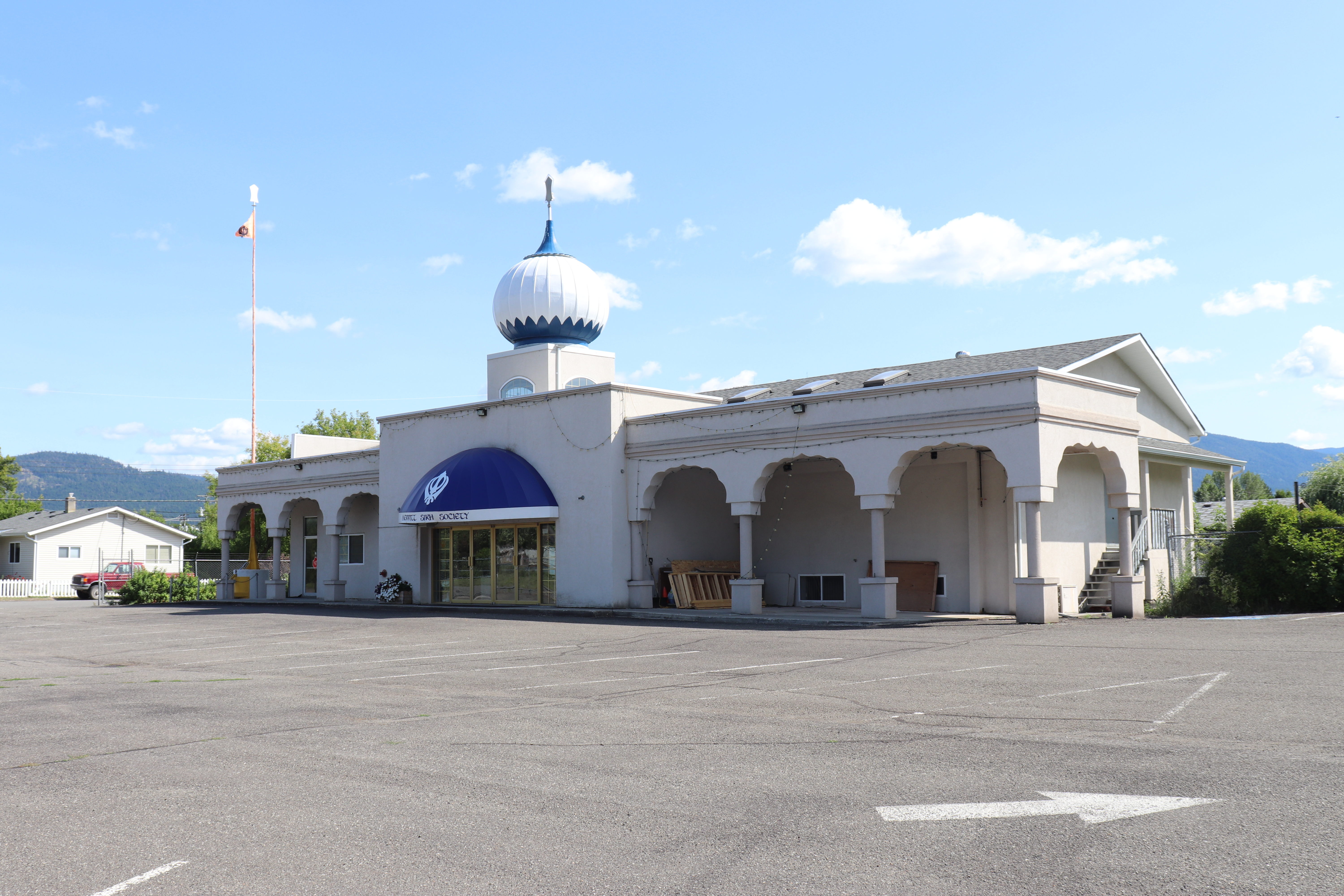
گردواره در شهر مریت استان بریتیش کلمبیا

در دهه‌های ۱۹۶۰ و ۱۹۷۰، ده‌ها هزار سیک دارای مهارت و تخصص که برخی از آنها دارای تحصیلات عالی بودند، در سراسر کانادا به خصوص در کریدور شهری تورنتو تا وینزر ساکن شدند. با افزایش تعداد سیک‌ها، آنها گردواره‌های موقتی در شهرهای بزرگ بر پا کردند، وفق اینکه اولین گردواره در شرق کانادا در سال ۱۹۶۵ ساخته شد.
بیشتر شهرها اکنون چند گردواره دارند که هر یک بازتاب دهنده عقاید مذهبی و دیدگاه‌های سیاسی یا اجتماعی است که اندکی با هم تفاوت دارند.
دهه ۲۰۰۰-حال حاضر
یکصدمین سالگرد

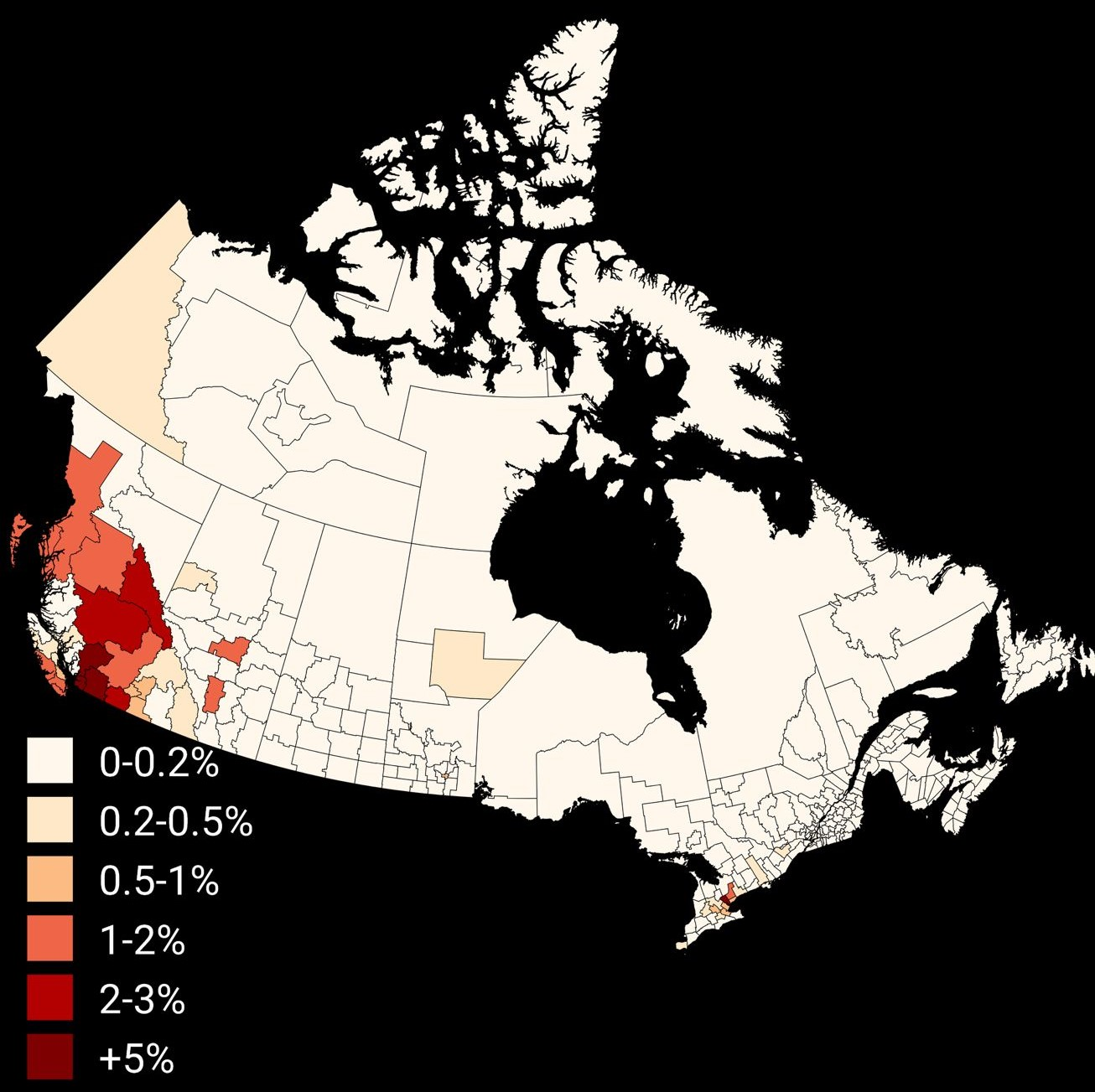
توزیع جمعیت سیک‌های کانادا بر اساس حوزه سرشماری، سرشماری سال ۲۰۰۱

در سال ۲۰۰۲، معبد گور سیک توسط ژان کرتین نخست‌وزیر کانادا در روز ۲۶ ژوئیه همان سال به عنوان یادمان تاریخی ملی تعیین شد. این تنها گردواره‌ای است که در خارج از منطقه جنوب آسیا به عنوان یادمان تاریخی ملی اعلام شده است. در سال ۲۰۰۷، معبد به‌طور کامل تحت نوسازی قرار گرفت و بعد بازگشایی شد. در سال ۲۰۱۱، گردواره گور سیک در ابوتسفورد، یکصدمین سالگرد تأسیس خود را جشن گرفت. به خاطر این جشن، دولت کانادا بودجه ساخت موزه اختصاصی آیین سیک را تأمین می‌کند. در طی برگزاری این جشن، استیون هارپر نخست‌وزیر کانادا برای جامعه پنجابی سخنرانی ایراد کرد با این موضوع که چگونه معبد گورو سیک نه تنها برای سیک‌ها، بلکه برای تمام مهاجران کانادا مکان مقدسی در نظر گرفته می‌شود. سال ۲۰۱۱ به عنوان صدمین سالگرد سیک‌های کانادا اعلام گردید.
پس از اعلام، بسیاری از سیک‌های کانادا صرفنظر از نژاد، نشان صاحب (پرچم سیک) را در دست گرفته و در شهر ونکوور علیه صدور حکم اعدام راجوانا و دولت هند اعتراض کردند. تجمعات اعتراضی دیگری در سراسر جهان از جمله بریتانیا، ایالات متحده آمریکا، استرالیا، نیوزیلند و حتی در داخل هند شکل گرفت. در پی اعلام آزاد سازی کیشوری لال، فردی که سر سه سیک بیگناه را با ساطور از تن جدا کرده بود، این امر منجر به این شد که سیک‌های کانادا به این باور برسند که دولت هند، سیک‌ها را هدف قرار داده است. در روز ۲۵ مارس، شش روز قبل از اجرای حکم اعدام راجوانا، در شهر ادمونتون کانادا تجمع اعتراض آمیز بزرگی برگزار شد. یک روز قبل از اجرای حکم، پنج هزار نفر از سیک‌ها در مقابل ساختمان پارلمان هیل در شهر اتاوا پایتخت کانادا، مبادرت به قدم زدن کردند. در همان روز اعلام شد که حکم اعدام راجوانا به حال تعلیق درآمده است.
بسیاری از نمایندگان مجلس کانادا از صف‌آرایی و اعتراض سیک‌ها علیه مجازات اعدام در هند حمایت کردند. در همین زمان در شهر ادمونتون، گروهی از کله‌پوستی‌ها به نام «خون و شرافت» به دو مرد سیک حمله کردند.
عصر جدید
سال ۲۰۱۳، سالی باشکوه برای سیک‌ها بود زیرا در این سال دولت انتاریو ماه آوریل را ماه میراث سیک اعلام کرد. در سال ۲۰۱۴، هنگامی که یک پارک در شهر کلگری به یاد هرنام سینگ هاری، اولین مهاجر سیک که توانست به صورت موفقیت‌آمیز در شهر آلبرتا با کشت روی زمین‌های حاصلخیز به امورات زندگی خود بپردازد، نام گذاشته شد تاریخچه‌ای شکل گرفت. این اتفاق مدت کوتاهی بعد از اعلام قانون ارزش‌های کبک رخ داد که در مورد بهره‌گیری از اقلام مذهبی در محل کار دولتی هشدار داده بود. این قانون مورد مخالفت سیک‌ها، هندوها، یهودیان، مسیحیان و مسلمانان واقع شد که نمادهای مذهبی آنها تحت تأثیر آن قرار می‌گرفت. در ماه مه ۲۰۱۴، سرهنگ دوم هارجیت ساجن اولین سیکی بود که توانست به فرماندهی یک هنگ کانادا دست پیدا کند، هنگ بریتیش کلمبیا که ساجن به فرماندهی آن منصوب شد همان هنگ کانادا است که یک قرن قبل در قبال دستور ممنوعیت ورود مهاجران درون کشتی کوماگاتا مارو به خاک کانادا، که از پنجاب هند آمده بودند وارد عمل شد. در سال ۲۰۱۵، مراسم راهپیمایی جمعی نَگَر کیرتان (Nagar Kirtan) در شهر سوری، بزرگ‌ترین راهپیمایی جمعی از نوع خودش در خارج از هند اعلام شد.
در انتخابات سال ۲۰۱۵ کانادا، بیست نماینده از قشر سیک انتخاب شدند که تا آن دوره بیشترین تعداد بود. از این تعداد، چهار نفر وارد هیئت دولت کانادا تحت نخست‌وزیری جاستین ترودو شده و به انجام وظیفه مشغول شدند. این برای اولین بار بود که تعداد سیک‌های وزیر در هیئت دولت کانادا بیش از تعداد سیک‌های حاضر در هیئت دولت هند بود. در ماه مارس ۲۰۱۶، این تفاوت در دو هیئت دولت، توسط ترودو تأیید شد.

## جمعیت‌شناسی

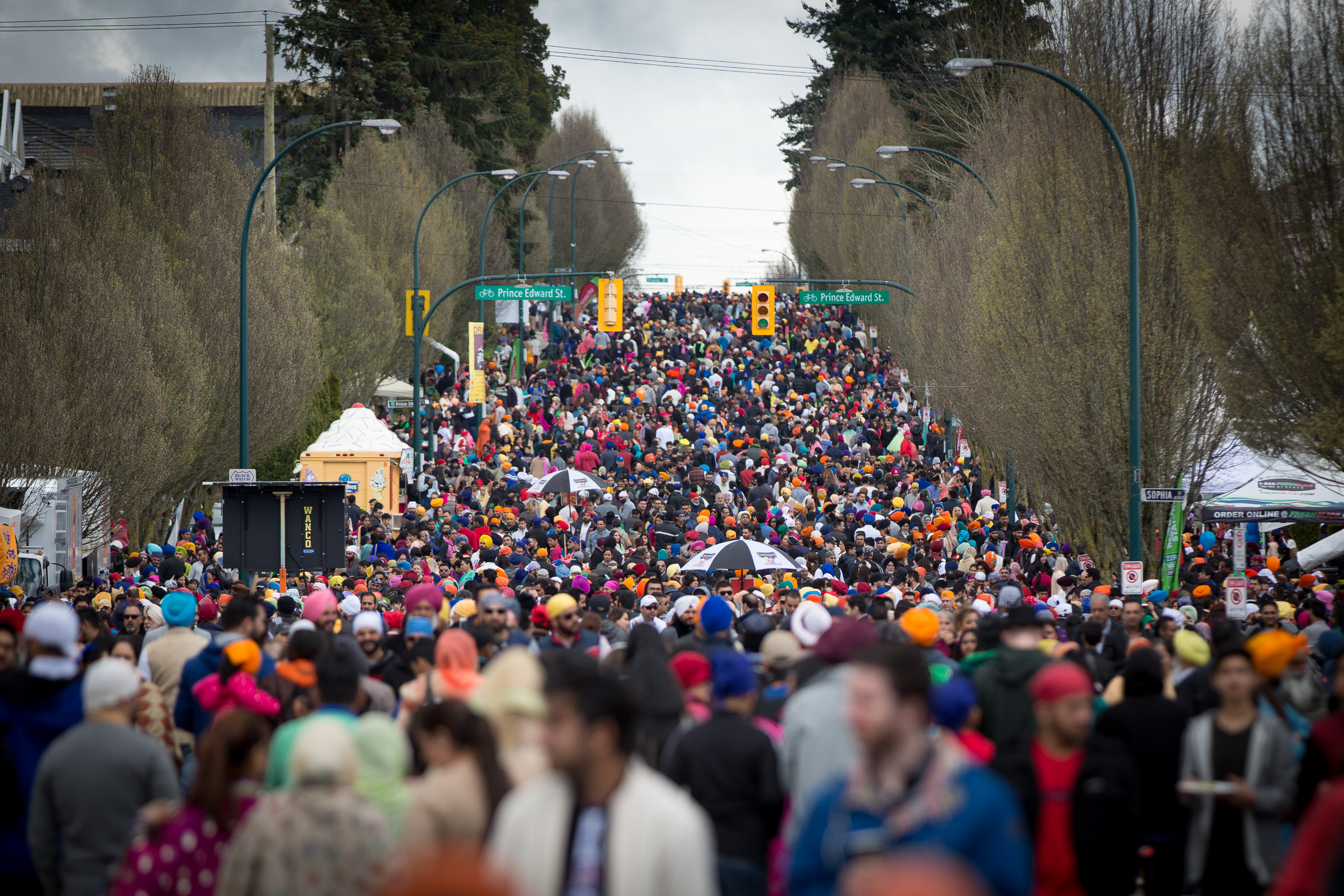
راهپیمایی عمومی در جشن وایساخی سال ۲۰۱۷، در محله بازار پنجابی شهر ونکوور، استان بریتیش کلمبیا

برخلاف منطقه جنوب آسیا و هند، سیک‌ها از میان جوامع کانادایی جنوب آسیا، کانادایی هندی‌تبار و کانادایی پنجابی‌تبار، از آغاز اولین استقرار در اواخر قرن نوزدهم تا امروز، گروه مذهبی اصلی را شکل داده‌اند. در هند، سیک‌ها ۱٫۷۲ درصد از جمعیت را دربر گرفته‌اند در حالی که هندوها با حدود ۷۹٫۸ درصد بزرگ‌ترین گروه مذهبی می‌باشند.
در دهه ۱۹۵۰، سیک‌ها ۹۵ درصد از کل جمعیت کانادایی جنوب آسیا را شامل می‌شدند،: 4  این مقدار در سال ۱۹۸۱ به ۳۱٫۵ درصد کاهش یافت.: 40  این مقدار در سال ۲۰۰۱ کاهش بیشتری یافت و به ۲۹٫۷ درصد رسید؛ در همین سال سیک‌ها ۳۴ درصد از کل جمعیت کانادایی هندی‌تبار را تشکیل می‌دادند. در سال ۲۰۲۱، سیک‌ها ۲۹٫۶ درصد از جمعیت کانادایی جنوب آسیا را شامل می‌شدند که نسبت به میزان ۲۸٫۵ درصد در سال ۲۰۱۱ افزایش اندکی پیدا کرده بود.
قومیت
بر اساس سرشماری ۲۰۲۱ کانادا، تعداد کانادایی‌های سیک‌تبار ۷۷۱٬۷۹۰ نفر بود که ۲٫۲۱ درصد از کل جمعیت این کشور را تشکیل می‌دادند؛ نتایج آن سرشماری حاکی از این بود که منشأ اکثریت قریب به اتفاق (۷۶۱٬۹۶۰ نفر یا ۹۸٫۷۳ درصد) کانادایی‌های سیک‌تبار از جنوب آسیا هستند.
|                | ۲۰۲۱    | ۲۰۲۱   | ۲۰۱۱    | ۲۰۱۱   | ۲۰۰۱    | ۲۰۰۱   |
| جمعیت          | %       | جمعیت  | %       | جمعیت  | %       |        |
| جنوب آسیا      | ۷۶۱٬۹۶۰ | ۹۸٫۷۳٪ | ۴۴۷٬۳۳۰ | ۹۸٫۳۲٪ | ۲۷۲٬۲۲۰ | ۹۷٫۷۸٪ |
| جنوب شرق آسیا  | ۲٬۳۹۰   | ۰٫۳۱٪  | ۲٬۸۰۵   | ۰٫۶۲٪  | ۱٬۹۳۵   | ۰٫۷٪   |
| اروپایی        | ۲٬۳۱۰   | ۰٫۳٪   | ۱٬۵۴۵   | ۰٫۳۴٪  | —       | —      |
| خاورمیانه      | ۵۱۵     | ۰٫۰۷٪  | ۲۹۵     | ۰٫۰۶٪  | ۳۶۰     | ۰٫۱۳٪  |
| آفریقایی       | ۱۶۵     | ۰٫۰۲٪  | ۲۲۰     | ۰٫۰۵٪  | ۱۷۰     | ۰٫۰۶٪  |
| بومی‌ها         | ۱۶۰     | ۰٫۰۲٪  | ۲۹۵     | ۰٫۰۶٪  | —       | —      |
| شرق آسیا       | ۱۰۵     | ۰٫۰۱٪  | ۶۵      | ۰٫۰۱٪  | ۳۵۰     | ۰٫۱۳٪  |
| آمریکای لاتین  | ۳۵      | ۰٫۰۰۵٪ | ۱۱۰     | ۰٫۰۲٪  | ۲۵      | ۰٫۰۱٪  |
| سایر/چند نژادی | ۴٬۱۴۵   | ۰٫۵۴٪  | ۲٬۲۸۵   | ۰٫۵٪   | ۶۵۵     | ۰٫۲۴٪  |
| مجموع          | ۷۷۱٬۷۹۰ | ۱۰۰٪   | ۴۵۴٬۹۶۵ | ۱۰۰٪   | ۲۷۸٬۴۱۰ | ۱۰۰٪   |

نسبت جنسیت
| جنسیت | ۲۰۲۱    | ۲۰۲۱   | ۲۰۱۱    | ۲۰۱۱   | ۲۰۰۱    | ۲۰۰۱   | ۱۹۸۱   | ۱۹۸۱   | ۱۹۳۱: 6–7 | ۱۹۳۱: 6–7 | ۱۹۲۱: 572–573 | ۱۹۲۱: 572–573 |
| جنسیت | جمعیت   | %      | جمعیت   | %      | جمعیت   | %      | جمعیت  | %      | جمعیت     | %         | جمعیت         | %             |
| ----- | ------- | ------ | ------- | ------ | ------- | ------ | ------ | ------ | --------- | --------- | ------------- | ------------- |
| مرد   | ۳۹۴٬۳۴۵ | ۵۱٫۰۹٪ | ۲۲۹٬۴۳۵ | ۵۰٫۴۳٪ | ۱۴۱٬۱۱۵ | ۵۰٫۶۹٪ | ۳۴٬۹۶۵ | ۵۱٫۶۴٪ | ۹۵۶       | ۸۱٫۵٪     | ۸۳۰           | ۹۷٫۷۶٪        |
| زن    | ۳۷۷٬۴۴۵ | ۴۸٫۹۱٪ | ۲۲۵٬۵۳۰ | ۴۹٫۵۷٪ | ۱۳۷٬۲۹۵ | ۴۹٫۳۱٪ | ۳۲٬۷۴۵ | ۴۸٫۳۶٪ | ۲۱۷       | ۱۸٫۵٪     | ۱۹            | ۲٫۲۴٪         |
| مجموع | ۷۷۱٬۷۹۰ | ۲٫۱۲٪  | ۴۵۴٬۹۶۵ | ۱٫۳۸٪  | ۲۷۸٬۴۱۰ | ۰٫۹۴٪  | ۶۷٬۷۱۵ | ۰٫۲۸٪  | ۱٬۱۷۳     | ۰٫۰۱٪     | ۸۴۹           | ۰٫۰۱٪         |

## پراکنش جغرافیایی

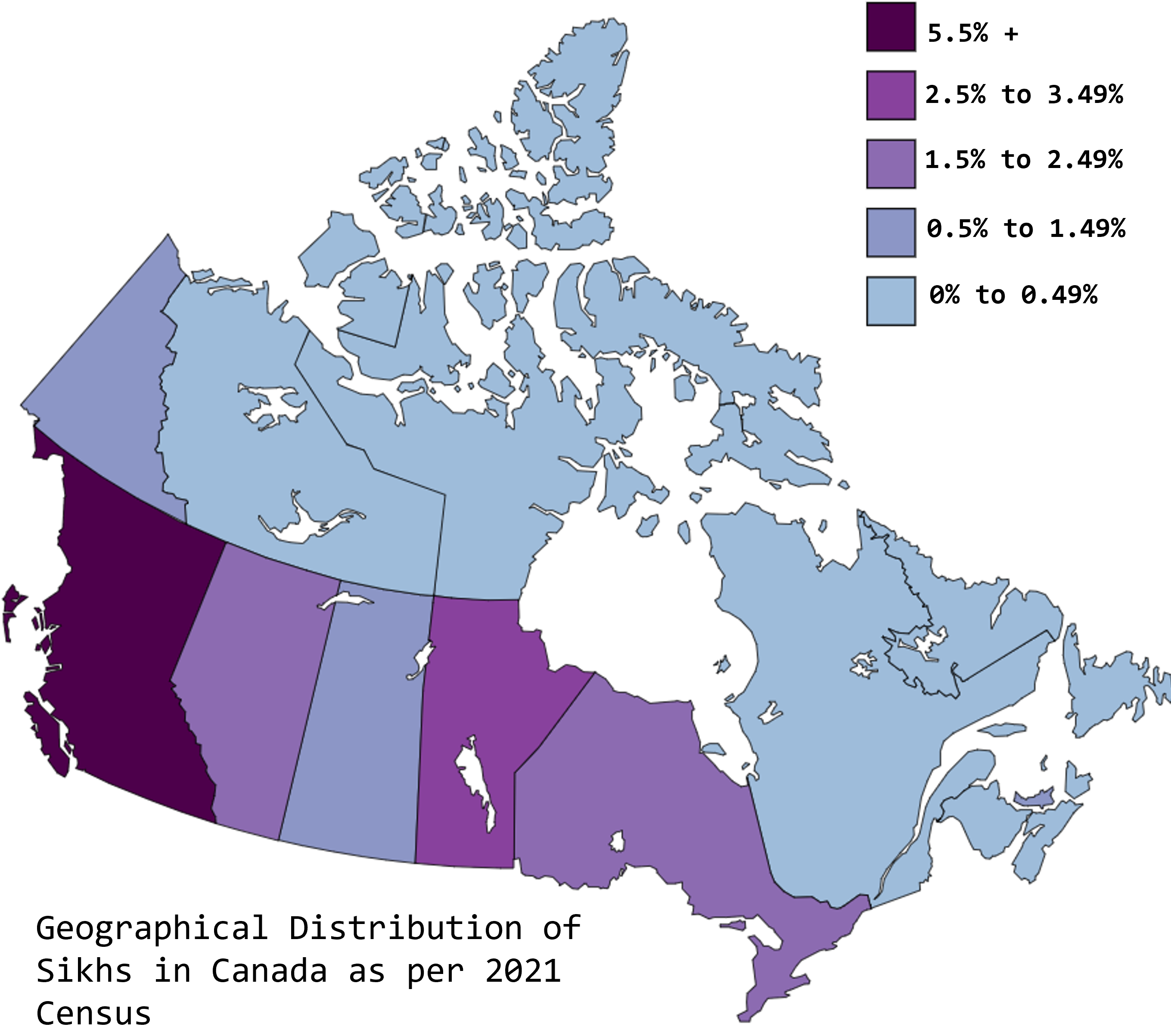
پراکنش جغرافیایی سیک‌ها در کانادا بر اساس سرشماری سال ۲۰۲۱

محله‌های برجسته سیک در بسیاری از شهرهای اصلی کانادا و حومه آنها وجود دارد.
استان‌ها و قلمروها
طبق سرشماری سال‌های ۱۹۸۱، ۱۹۹۱، ۲۰۰۱، ۲۰۱۱ و ۲۰۲۱ در کانادا، تعداد سیک‌هایی که در استان‌ها و قلمروهای کانادا زندگی می‌کردند در جدول ذیل ذکر شده است. افزون بر این، تعداد سیک‌های کانادایی در سال ۱۹۴۴ که بر اثر پیمایش انجمن دیوان خالصا شمارش گردید، نشان داده شده است. در نهایت، تعداد «سیک‌ها و هندوها» در سرشماری سال‌های ۱۹۱۱، ۱۹۲۱، ۱۹۳۱ آورده شده است که بیشتر آنها سیک هستند.
| استان/قلمرو           | ۲۰۲۱    | ۲۰۲۱  | ۲۰۱۱    | ۲۰۱۱  | ۲۰۰۱    | ۲۰۰۱  | ۱۹۹۱    | ۱۹۹۱  | ۱۹۸۱   | ۱۹۸۱  | ۱۹۴۴ : 131–132 | ۱۹۴۴ : 131–132 | ۱۹۳۱: 788 : 6–7 | ۱۹۳۱: 788 : 6–7 | ۱۹۲۱: 572–573 | ۱۹۲۱: 572–573 | ۱۹۱۱: 2–3 | ۱۹۱۱: 2–3 |
| استان/قلمرو           | جمعیت   | %     | جمعیت   | %     | جمعیت   | %     | جمعیت   | %     | جمعیت  | %     | جمعیت          | %              | جمعیت           | %               | جمعیت         | %             | جمعیت     | %         |
| --------------------- | ------- | ----- | ------- | ----- | ------- | ----- | ------- | ----- | ------ | ----- | -------------- | -------------- | --------------- | --------------- | ------------- | ------------- | --------- | --------- |
| انتاریو               | ۳۰۰٬۴۳۵ | ۲٫۱۴٪ | ۱۷۹٬۷۶۵ | ۱٫۴۲٪ | ۱۰۴٬۷۸۵ | ۰٫۹۳٪ | ۵۰٬۰۸۵  | ۰٫۵٪  | ۱۶٬۶۴۵ | ۰٫۲٪  | ۱۲             | ۰٪             | ۲               | ۰٪              | ۳             | ۰٪            | ۱         | ۰٪        |
| بریتیش کلمبیا         | ۲۹۰٬۸۷۰ | ۵٫۹۲٪ | ۲۰۱٬۱۱۰ | ۴٫۶۵٪ | ۱۳۵٬۳۰۵ | ۳٫۵٪  | ۷۴٬۵۴۵  | ۲٫۳٪  | ۴۰٬۹۴۰ | ۱٫۵۱٪ | ۱٬۷۱۵          | ۰٫۲۱٪          | ۱٬۱۳۹           | ۰٫۱۶٪           | ۸۱۹           | ۰٫۱۶٪         | ۱٬۷۳۰     | ۰٫۴۴٪     |
| آلبرتا                | ۱۰۳٬۶۰۰ | ۲٫۴۸٪ | ۵۲٬۳۳۵  | ۱٫۴۷٪ | ۲۳٬۴۷۰  | ۰٫۸٪  | ۱۳٬۵۵۰  | ۰٫۵۴٪ | ۵٬۹۸۵  | ۰٫۲۷٪ | ۱۷             | ۰٪             | ۲۷              | ۰٪              | ۱۰            | ۰٪            | ۲۳        | ۰٫۰۱٪     |
| منیتوبا               | ۳۵٬۴۷۰  | ۲٫۷۱٪ | ۱۰٬۲۰۰  | ۰٫۸۷٪ | ۵٬۴۸۵   | ۰٫۵٪  | ۳٬۴۹۵   | ۰٫۳۲٪ | ۱٬۶۸۵  | ۰٫۱۷٪ | —              | —              | ۲               | ۰٪              | ۳             | ۰٪            | ۱         | ۰٪        |
| کبک                   | ۲۳٬۳۴۵  | ۰٫۲۸٪ | ۹٬۲۷۵   | ۰٫۱۲٪ | ۸٬۲۲۰   | ۰٫۱۲٪ | ۴٬۵۲۵   | ۰٫۰۷٪ | ۱٬۷۸۵  | ۰٫۰۳٪ | ۳              | ۰٪             | ۱               | ۰٪              | ۱۱            | ۰٪            | ۱         | ۰٪        |
| ساسکاچوان             | ۹٬۰۳۵   | ۰٫۸۲٪ | ۱٬۶۵۰   | ۰٫۱۶٪ | ۵۰۰     | ۰٫۰۵٪ | ۵۶۵     | ۰٫۰۶٪ | ۲۲۰    | ۰٫۰۲٪ | —              | —              | ۲               | ۰٪              | ۳             | ۰٪            | ۰         | ۰٪        |
| نوا اسکوشیا           | ۴٬۷۳۰   | ۰٫۴۹٪ | ۳۹۰     | ۰٫۰۴٪ | ۲۷۰     | ۰٫۰۳٪ | ۳۳۰     | ۰٫۰۴٪ | ۲۷۵    | ۰٫۰۳٪ | —              | —              | ۰               | ۰٪              | ۰             | ۰٪            | ۰         | ۰٪        |
| نیوبرانزویک           | ۱٬۷۸۰   | ۰٫۲۳٪ | ۲۰      | ۰٪    | ۹۰      | ۰٫۰۱٪ | ۴۵      | ۰٫۰۱٪ | ۵۰     | ۰٫۰۱٪ | —              | —              | ۰               | ۰٪              | ۰             | ۰٪            | ۰         | ۰٪        |
| جزیره پرنس ادوارد     | ۱٬۱۶۵   | ۰٫۷۷٪ | ۱۰      | ۰٫۰۱٪ | ۰       | ۰٪    | ۶۵      | ۰٫۰۵٪ | ۰      | ۰٪    | —              | —              | ۰               | ۰٪              | ۰             | ۰٪            | ۰         | ۰٪        |
| نیوفاندلند و لابرادور | ۸۵۰     | ۰٫۱۷٪ | ۱۰۰     | ۰٫۰۲٪ | ۱۳۰     | ۰٫۰۳٪ | ۱۳۰     | ۰٫۰۲٪ | ۶۵     | ۰٫۰۱٪ | —              | —              | —               | —               | —             | —             | —         | —         |
| یوکان                 | ۳۸۵     | ۰٫۹۷٪ | ۹۰      | ۰٫۲۷٪ | ۱۰۵     | ۰٫۳۷٪ | ۴۰      | ۰٫۱۴٪ | ۵۰     | ۰٫۲۲٪ | —              | —              | ۰               | ۰٪              | ۰             | ۰٪            | ۲         | ۰٫۰۲٪     |
| قلمروهای شمال غربی    | ۱۱۰     | ۰٫۲۷٪ | ۲۰      | ۰٫۰۵٪ | ۴۵      | ۰٫۱۲٪ | ۶۰      | ۰٫۱٪  | ۱۰     | ۰٫۰۲٪ | —              | —              | ۰               | ۰٪              | ۰             | ۰٪            | ۰         | ۰٪        |
| نوناووت               | ۱۰      | ۰٫۰۳٪ | ۱۰      | ۰٫۰۳٪ | ۱۰      | ۰٫۰۴٪ | —       | —     | —      | —     | —              | —              | —               | —               | —             | —             | —         | —         |
| کانادا                | ۷۷۱٬۷۹۰ | ۲٫۱۲٪ | ۴۵۴٬۹۶۵ | ۱٫۳۸٪ | ۲۷۸٬۴۱۰ | ۰٫۹۴٪ | ۱۴۷٬۴۴۰ | ۰٫۵۵٪ | ۶۷٬۷۱۵ | ۰٫۲۸٪ | ۱٬۷۵۶          | ۰٫۰۱٪          | ۱٬۱۷۳           | ۰٫۰۱٪           | ۸۴۹           | ۰٫۰۱٪         | ۱٬۷۵۸     | ۰٫۰۲٪     |

## آموزش
زبان پنجابی، زبان مادری مذهب سیک است؛ از این زبان به‌طور معمول برای گفتگو در بین هر دو قشر نوکیشان و هندو کانادایی استفاده می‌شود. در شهر سوری جمعیت زیادی از مردم سیک وجود دارد، این موضوع منجر به در دسترس بودن یک دوره آموزشی به زبان پنجابی تا کلاس پنجم ابتدایی با بهره‌گیری از برنامه آموزشی زبان پنجابی بریتیش کلمبیا شده است. مدارس ویژه‌ای در شهر ابوتسفورد، زبان پنجابی را نیز به عنوان دوره آموزشی برای ادامه تحصیل بعد از کلاس پنجم دوره ابتدایی در دسترس قرار می‌دهند.

## مناقشه
مرافعه در مورد خنجر کیرپان
مناقشه‌های مختلفی در مورد کیرپان، که خنجر مقدس سیک‌ها است، درگرفت. بیشتر این مناقشه‌ها در استان کبک به وجود آمد.
مجلس کبک
در ماه فوریه ۲۰۱۱، مجلس ملی کبک خنجرهای مذهبی را، که نام کیرپان هم در بین آنها بود، جزو اقلام ممنوعه اعلام کرد. بعد از اعلام این خبر، ناودیپ بینز نماینده لیبرال سیک کانادایی به خاطر اینکه او کیرپان را بدون هیچ مشکلی در زمان حضور در دیوان عالی کانادا و کنگره ایالات متحده آمریکا بر تن کرده بود، تعجب و عصبانیت خود را از این موضوع بروز داد. این ممنوعیت باعث مناظره کوچکی بین قانونگذاران کانادا و برنامه‌های خبری شد ضمن اینکه واکنش شدید سازمان جهانی سیک‌ها را در پی داشت.
پرونده عمامه
هنگامی که پلیس سواره‌نظام سلطنتی کانادا از الحاق، افسران سیک کانادایی که عمامه بر سر داشتند، به محل خدمت آنها جلوگیری کرد مورد انتقاد شدید قرار گرفت. با انجام این کار، آنها تا مدت نامعلومی افسران پلیس سواره‌نظام سلطنتی کانادا را از گذاشتن عمامه بر سر منع کرده بودند و آنها را ملزم کردند تا کلاه آذین استاندارد و مرسوم پلیس سواره‌نظام سلطنتی کانادا را بر سر بگذارند. این ممنوعیت منجر به کنشگر پیشروی فردی به نام هرمان بیتنِر شد که مدعی بود که به جای تبعیض، تاریخ را حفظ می‌کند. این ممنوعیت در سال ۱۹۹۰ برداشته شد و افسران سیک دارای عمامه اجازه یافتند به پلیس سواره‌نظام سلطنتی کانادا ملحق شوند.